# Place (Reddit)
Place was een samenwerkingsproject en sociaal experiment op sociale netwerksite Reddit dat plaatsvond tussen 1 en 3 april in 2017 en opnieuw plaatsvond tussen 1 tot 4 april 2022. In 2023 vond in juli een derde editie plaats.
Het experiment betrof een online canvas op een subreddit genaamd r/place, dat geregistreerde gebruikers konden bewerken door de kleur van een enkele pixel te veranderen naar één van de kleuren in het beschikbare kleurenpalet. Na het plaatsen van een pixel, verhinderde een timer dat de gebruiker verder pixels kon plaatsen gedurende een periode variërend van 5 tot 20 minuten.

## Experiment
Het experiment was gebaseerd op een subreddit genaamd /r/place, waarin geregistreerde gebruikers een enkele gekleurde pixel (of "tegel") op een leeg canvas van één miljoen (1000x1000) vierkante pixels konden plaatsen. Hierna moesten zij een bepaalde tijd wachten voordat een volgende pixel geplaatst kon worden. De wachttijd varieerde van 5 tot 20 minuten gedurende het experiment, en de gebruiker kon de kleur van zijn pixel kiezen uit een palet van 16 kleuren in 2017 en 24 kleuren in 2022.
De vroege uren van het experiment werden gekenmerkt door willekeurige pixelplaatsing en chaotische pogingen tot het maken van afbeeldingen. Een van de eerste zichtbare samenwerkingen op het canvas die tevoorschijn kwamen, waren een hoek van volledig blauwe pixels (genaamd "Blue Corner") en Pokémon gerelateerde tekeningen. Terwijl het canvas zich ontwikkelde, coördineerden enkele gevestigde subreddit-gemeenschappen, zoals die voor videogames, sportteams en individuele landen, de inspanningen van gebruikers om bepaalde secties te claimen en te versieren.
Verschillende werken van pixelart zijn voortgekomen uit de samenwerking van deze gemeenschappen, variërend van fictieve personages en internetmemes tot patriottische vlaggen, LGBT-vlaggen en recreaties van beroemde kunstwerken zoals Mona Lisa en The Starry Night. Verschillende "culten" werden gevormd om verschillende emblematische kenmerken te creëren en te behouden, zoals een zwarte leegte, een groen rooster, de eerder genoemde blauwe hoek en een "regenboogweg". Ten tijde van het einde van het experiment op 3 april 2017 waren meer dan 90.000 gebruikers tegelijk het canvas aan het bekijken, en meer dan een miljoen verschillende gebruikers hadden in totaal ongeveer 16 miljoen tegels geplaatst.

## 2017

Logo in 2017

Het experiment werd op 3 april 2017 door Reddit-beheerders beëindigd, ongeveer 72 uur na de oprichting. Meer dan 1 miljoen gebruikers bewerkten het canvas, waarbij in totaal ongeveer 16 miljoen pixels werden geplaatst, en op het moment dat het experiment werd beëindigd, waren meer dan 90.000 gebruikers actief aan het kijken of bewerken. Het experiment werd geprezen vanwege zijn representatie van de cultuur van de onlinegemeenschappen van Reddit en van de internetcultuur als geheel.

## 2022
Op maandag 28 maart 2022 maakte Reddit en r/place administrator u/crowd__pleaser bekend dat het evenement opnieuw zou plaatsvinden; vanaf 1 april 2022 tot 4 april 2022. Volgens de Reddit administrator zijn gebruikers de jaren na het eerste experiment blijven vragen om een herhaling van het evenement, en dat daarom is besloten om het opnieuw te laten plaatsvinden. Na het evenement hebben medewerkers van Reddit data over het evenement openbaar beschikbaar gesteld.
Deze editie hebben een totaal van ruim 10,4 miljoen gebruikers gezamenlijk meer dan 160 miljoen pixels ingekleurd. Tijdens het evenement zijn er op het hoogtepunt meer dan 5,9 miljoen pixels per uur geplaatst, en gecombineerd hebben gebruikers meer dan 4 miljoen minuten gespendeerd op de subreddit r/place over de tijdspanne van het evenement.

### Vergrotingen van het canvas
Een nieuw fenomeen dat voor het eerst gezien werd in dit jaar betrof het uitbreiden van het spelbord tijdens het evenement. Tot 4 april 2022 is het canvas waarop pixels geplaatst kunnen worden twee keer verdubbeld in grootte, waarbij het canvas oorspronkelijk 1000x1000 pixels groot was, later 1000x2000 pixels groot was en na de tweede vergroting 2000x2000 pixels groot was. Na de onverwachte verdubbelingen van de grootte van het canvas, begonnen deelnemers aan het evenement al direct met het uitbreiden van bestaande kunst en kwamen nieuwe objecten, artefacten en gemeenschappen in beeld.

### Nederlands project
Zo'n tienduizend Nederlandse Reddit-gebruikers hebben meegewerkt aan een samenwerkingsproject opgezet om Nederlandse artefacten op het canvas te verwerken. Hierbij werd de samenwerking gecoördineerd vanuit een Discordgemeenschap, waar deelnemende vrijwilligers werden aangestuurd om pixels te plaatsen en waar diplomatische conflicten en verhoudingen met naburige kunstwerken en gemeenschappen werden behandeld. Uiteindelijk zijn er diverse typische Nederlandse kenmerken op het canvas gemaakt, zoals De Nachtwacht, windmolens, treinen in NS-stijl en de vlaggen van de twaalf Nederlandse provincies.

### Belgisch project
Zo'n duizend Belgische Reddit-gebruikers hebben samengewerkt om Belgische symbolen over een Belgische vlag op het canvas te verwerken. Zij slaagden erin om de derde grootste vlag te maken door samen te werken en plannen te coördineren. Hierbij hebben ze onder andere diplomatiek moeten handelen tegenover andere deelnemers om conflicten te voorkomen. Toch kon dit niet alle conflicten vermijden; zo was er bijvoorbeeld een conflict tussen Belgische en Nederlandse deelnemers waarbij geprobeerd werd een Luxemburgse vlag te veranderen naar een Nederlandse vlag. Dit was heel vaak op en af gegaan, totdat het uiteindelijk de Luxemburgse vlag bleef.
Afgebeelde Belgische symbolen bestonden onder meer uit een frietzak, een reep chocolade, een Brusselse wafel, Kuifje en Bobbie, het schilderij Le fils de l'homme van René Magritte, Grote Smurf van de Smurfen, een blikje Cara Pils, een bierglas Duvel en het Atomium. Op de tweede en grootste Belgische vlag werden afgebeeld de raket van Kuifje, de Brabantse leeuw, het standbeeld van Manneken Pis, Lucky Luke, een grafzerk van WOI, wegwijsborden van 'omleiding' en 'déviation', de vlaggen van de Vlaamse Leeuw en de Waalse Haan samen versmolten, Jean-Claude Van Damme in de epic-split reclame van Volvo Trucks, het bieretiket met de stier van Jupiler, de overwinningsgroet van voetballers Lukaku & De Bruyne, het logo van de Belgische voetbalbond, een peloton wielrenners, een saxofoon, het standbeeld van Ambiorix en Stromae.

### Einde
In tegenstelling tot het evenement van 2017, waarbij het canvas na 72 uur definitief werd en gebruikers geen aanpassingen meer konden maken, is het evenement in 2022 anders afgelopen. Op dinsdagmorgen 5 april 2022 werd het kleurenpalet, waar normaal uit 24 kleuren gekozen kon worden, gereduceerd tot één enkele kleur; wit. Direct na deze aanpassing werd het canvas geleidelijk aan geheel wit gekleurd, zowel door gebruikers die actief witte pixels plaatsten als door scripts en bots die geïnstrueerd waren om kunstwerken te verdedigen, maar na de aanpassingen abusievelijk alleen nog maar witte pixels plaatsten.